# William Alwyn
William Alwyn CBE (* 7. November 1905 in Northampton; † 11. September 1985 in Southwold) war ein britischer Komponist.

## Leben
Alwyn begann bereits als Fünfzehnjähriger ein Studium an der Londoner Royal Academy of Music in den Fächern Flöte (bei Daniel Wood) und Komposition (bei John Blackwood McEwen). 1926 (im Alter von 21 Jahren) erhielt er dort eine Professur für Komposition, die er bis 1955 bekleidete; zu seinen Schülern zählten unter anderen Iain Hamilton und John Manduell. 1927 dirigierte Henry Wood Alwyns Five Preludes. Ab 1927 war Alwyn zudem für einige Zeit Erster Flötist beim London Symphony Orchestra. 1949, 1950 und 1954 fungierte er als Vorsitzender des britischen Komponistenverbandes. 1958 bis 1971 war Alwyn Direktor der Mechanical Copyright Protection Society. Neben seiner musikalischen Tätigkeit arbeitete Alwyn als Sprachforscher, Dichter und Maler. 1978 erhielt er die Auszeichnung Commander of the British Empire. Bis zu seinem Tode im Jahr 1985 war William Alwyn mit der Komponistin Doreen Carwithen verheiratet.

## Werk
Sein kompositorisches Schaffen ist vielfältig und umfangreich. Es umfasst fünf Sinfonien, vier Opern, mehrere Konzerte, Streichquartette und über 70 Filmmusiken; zu den bekanntesten zählen diejenigen für die Filme Odd Man Out, Desert Victory, Fires Were Started und Der rote Korsar sowie für eine Reihe von Walt-Disney-Produktionen. Alwyns Konzert für Harfe und Streichorchester Lyra Angelica wurde dadurch bekannt, dass die Eiskunstläuferin Michelle Kwan damit ihren Auftritt bei den Olympischen Winterspielen 1998 unterlegte. Seine Handschriften und privates Archiv sind Teil der Cambridge University Library.

## Kompositionen (Auswahl)

### Opern
- 1922: The Fairy Fiddler
- 1955: Farewell Companions (Radio-Oper)
- 1971: Juan or the Libertine
- 1977: Miss Julie

### Sinfonische Musik
- 1949: Sinfonie Nr. 1
- 1952: Symphonic Prelude
- 1953: Sinfonie Nr. 2
- 1956: Sinfonie Nr. 3
- 1959: Sinfonie Nr. 4
- 1970: Sinfonietta for String
- 1973: Sinfonie Nr. 5 ‘Hydriotaphia’

### Konzerte
- 1930: Klavierkonzert Nr. 1
- 1936: Tragic interlude für 2 Hörner, Pauke und Streichorchester
- 1938: Violinkonzert
- 1939: Pastoral fantasia für Viola und Streichorchester
- 1943: Concerto grosso Nr. 1 in B-Dur
- 1945: Koncerto für Oboe, Harp und Streicher
- 1954: Autumn legend für Englischhorn und Streichorchester
- 1954: Lyra angelica, Konzert für Harfe und Streichorchester
- 1960: Klavierkonzert Nr. 2

### Filmmusik
- 1943: Desert Victory
- 1943: Ehemann zur Ansicht (On Approval)
- 1944: The Way Ahead
- 1945: Der letzte Sündenfall (The Rake’s Progress)
- 1945: The True Glory
- 1946: Ausgestoßen (Odd Man Out)
- 1947: Achtung: Grün (Green for Danger)
- 1947: Das rettende Lied (Take my life)
- 1948: Der Fall Winslow (The Winslow Boy)
- 1948: Kleines Herz in Not (The Fallen Idol)
- 1950: Der goldene Salamander (The Golden Salamander)
- 1950: Der Dreckspatz und die Königin (The Mudlark)
- 1951: Der wunderbare Flimmerkasten (The Magic Box)
- 1952: Der rote Korsar (The Crimson Pirate)
- 1952: Der Unwiderstehliche (The Card)
- 1952: Mandy
- 1952: Insel der Verheißung (Saturday Island)
- 1953: Malta Story – Regie: Brian Desmond Hurst
- 1953: Der Freibeuter (The Master of Ballantrae)
- 1953: Gefahr für Barbara (Personal affair)
- 1953: Meineid (The long memory)
- 1954: Sein größter Bluff (The Million Pound Note)
- 1954: Dämonen der Südsee (The Seekers)
- 1954: Kleiner Jockey ganz groß (The Rainbow Jacket)
- 1954: Svengali
- 1956: Am seidenen Faden (Fortune is a woman)
- 1956: Das schwarze Zelt (The Black Tent)
- 1950: Madeleine
- 1956: Der König der Safari (Safari)
- 1956: Zarak Khan (Zarak)
- 1957: Die kleinste Schau der Welt (The Smallest Show on Earth)
- 1957: Manuela
- 1957: I Accuse!
- 1958: Froschmann Crabb (The Silent Enemy)
- 1958: Die letzte Nacht der Titanic (A Night To Remember)
- 1959: Der dritte Mann im Berg (Third man on the mountain)
- 1959: Ein Händedruck des Teufels (Shakehands with the devil)
- 1960: Ein Mann geht seinen Weg (The Naked Edge)
- 1960: Dschungel der 1000 Gefahren (Swiss Family Robinson)
- 1961: Die Abenteuer des Kapitän Grant (In Search of the Castaways)
- 1962: Brennende Schuld (Life For Ruth)
- 1962: Der zweite Mann (The Running Man)